# Men’s Health
Men’s Health (MH) – ilustrowany magazyn dla mężczyzn, założony w 1987 r. w Stanach Zjednoczonych. MH porusza tematy z zakresu zdrowego stylu życia, diety, mody, sportu, rozrywki, seksu, savoir-vivre'u oraz techniki.

## Edycje światowe
1. Argentyna
2. Aruba
3. Australia
4. Brazylia
5. Chile
6. Chiny
7. Czechy
8. Chorwacja
9. Curaçao
10. Dominikana
11. Ekwador
12. Filipiny
13. Grecja
14. Gwatemala
15. Hiszpania
16. Holandia
17. Honduras
18. Indie
19. Kolumbia
20. Korea Południowa
21. Kostaryka
22. Malezja
23. Meksyk
24. Niemcy
25. Nikaragua
26. Panama
27. Peru
28. Polska
29. Portugalia
30. Południowa Afryka
31. Rosja
32. Rumunia
33. Salwador
34. Serbia
35. Singapur
36. Słowenia
37. Tajlandia
38. Ukraina
39. Wenezuela
40. Węgry
41. Wielka Brytania
42. Włochy

## Men’s Health – edycja polska
Polskie wydanie Men’s Health (MH – Małe Kroki Wielkie Rezultaty) ukazywało się od 2004 do 2023.
Polska edycja dostarcza czytelnikom najnowszych informacji i porad na temat zdrowia, fitnessu, diety, związków, finansów, problemów ojcostwa, podróży, technologii i stylu. Jako jedyny kompleksowy poradnik wypełnia lukę na rynku męskich magazynów pomiędzy pozycjami rozrywkowymi a shoppingowymi.
Jak wynika z danych Związku Kontroli Dystrybucji Prasy, w 2017 roku „Men’s Health” był najlepiej sprzedającym się lifestylowym magazynem dla mężczyzn w Polsce.
"Men’s Health” wydaje cieszące się dużą popularnością tematyczne numery specjalne, m.in. „MH Coach” (poprzednio „Twój Osobisty Trener”) - treningowy i dietetyczny poradnik na temat budowania sylwetki, „Seks: Twój przewodnik na wakacje” - kompendium wiedzy na temat sztuki uwodzenia i seksu, czy „Twój Sukces” - jak uzyskać awans w pracy i zostać osobnikiem alfa w swoim środowisku.
Główne rubryki Men’s Health:
- Tematy z okładki
- Fitness/Sport
- Seks/Związki
- Zdrowie/Paliwo
- Wyzwania
- Hi-Tech
- Styl
- Stałe rubryki:
  - News Room
  - Osobnik Alfa
  - Serwis MH
  - Zapytaj MH
  - Gdzie to kupisz

Jako ostatni ukazał się pierwszy numer z 2023 (styczniowo-lutowy). Firma Motor-Presse Polska, która w grudniu 2022 ogłosiła upadłość, zapowiedziała utrzymywanie serwisów internetowych, w celu znalezienia nowego wydawcy. Jednak z końcem marca 2023 serwis został wyłączony.